# Paeonia suffruticosa
Hibiscus x suffruticosa
Espèce
Classification phylogénétique
La Pivoine arbustive, Pivoine en arbre ou Pivoine moutan (Paeonia x suffruticosa) est un arbuste de la famille des Paeoniaceae, originaire du centre de la Chine. Espèce à longue durée de vie, de 1,50 mètre de haut, la pivoine arbustive produit des fleurs solitaires, de 10 à 15 cm de diamètre, aux pétales blancs, roses, rouges ou pourpres.
Elle est bien connue comme plante ornementale puisqu’elle est cultivée depuis environ 1 700 ans en Chine et depuis deux siècles en Europe mais sa forme sauvage est restée longtemps  très énigmatique et l'objet de recherches intenses. Diverses études phylogénétiques ont conclu que Paeonia suffruticosa était un complexe hybride résultant d’hybridations multiples (noté Paeonia x suffruticosa).
Depuis que la pivoine arbustive a été domestiquée en Chine, vers les IIIe – IVe siècles, plus de 1 000 cultivars ont été sélectionnés dans sa patrie d'origine. Introduites au Japon à partir du VIIIe siècle, environ 200 cultivars y ont été sélectionnés. Elle arrive ensuite en Europe au XVIIIe, et aux États-Unis et Australie, où 1 000 cultivars ont été sélectionnés.
L’écorce de la racine est utilisée en médecine traditionnelle chinoise.  Elle est réputée « refroidir le sang, améliorer la circulation du sang ».
Le terme pivoine arbustive (ou pivoine arborescente) peut désigner soit une plante du complexe Paeonia suffruticosa soit, par opposition aux pivoines herbacées, une plante de la section Moutan, comprenant une douzaine d’espèces (Paeonia decomposita, P. rotundiloba, P. jishanensis, etc., P. delavayi, voir ci-dessous) et leurs hybrides.

## Nomenclature et étymologie

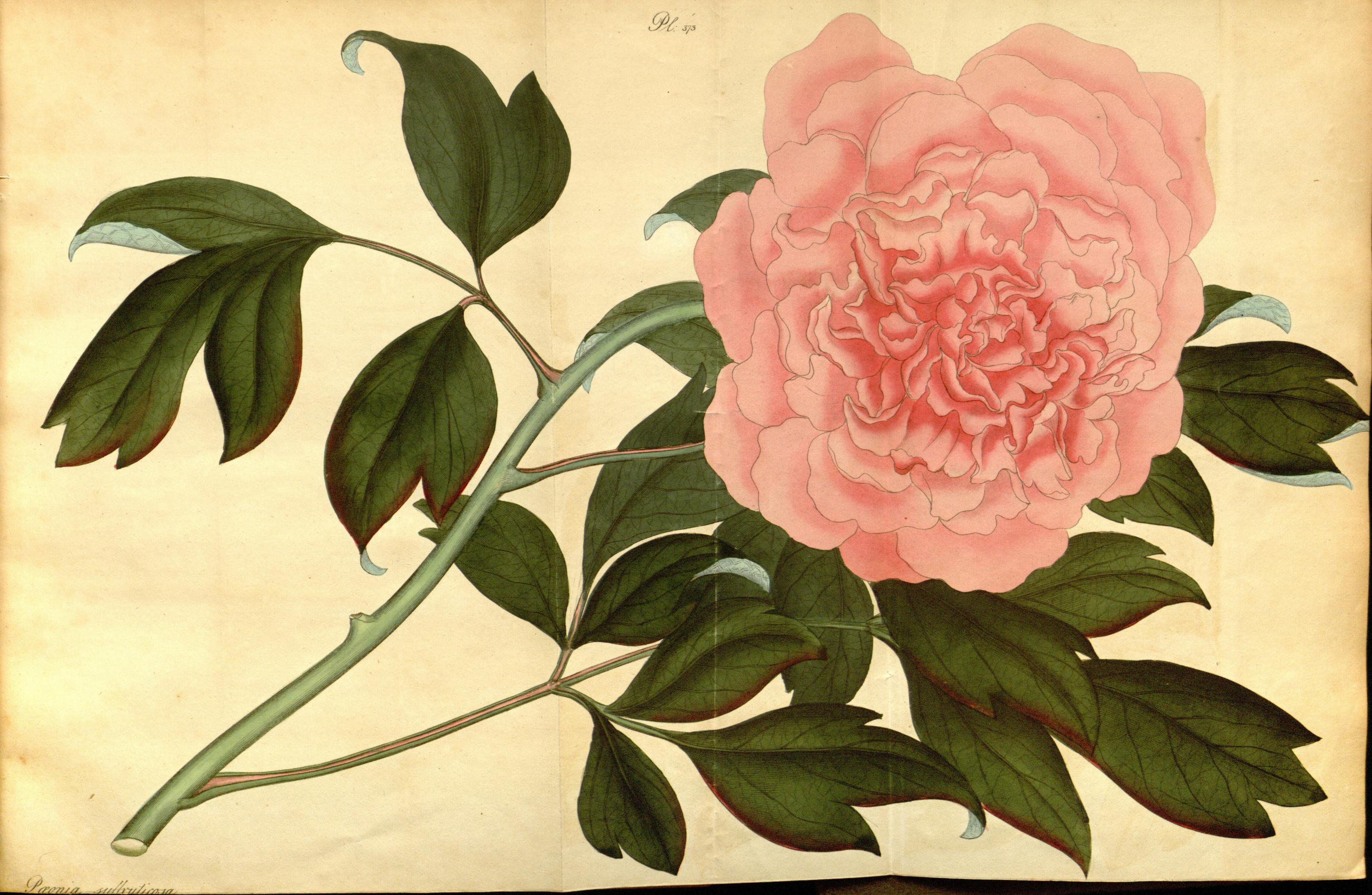
Illustration de Henry Andrews, 1804

L’espèce a été la première fois décrite sous le nom de Paeonia suffruticosa, par un botaniste et illustrateur britannique Andrews, en 1804, dans Botanist's Repository, for new, and rare plants 6: pl. 373. La description a été faite à partir de spécimens cultivés en Chine qui furent introduits en Grande Bretagne, en 1794.
Le nom de genre Paeonia vient du mot latin pæōnĭa, æ, f., « pivoine » [plante] : Pline 25, 29. (Gaffiot). Le mot latin vient lui-même du grec ancien παιωνία (paiônia), ας (ἡ) « pivoine », Théophraste H.P. 9, 8, 6 (Bailly).
L’épithète spécifique suffruticosa est un mot latin dérivé du préfixe sub- « sous, presque » et de frŭtĭcōsus, a, um (frutex), « plein de rejetons » Pline 25, 161 (gaffiot.fr) soit au total « un peu buissonnant ».

## Taxonomie et phylogénie
En 1943, Stern a divisé le genre Paeonia en trois groupes : 1) sect. Onaepia, comprenant toutes les pivoines herbacées du Nouveau Monde ; 2) sect. Moutan, incluant toutes les pivoines ligneuses, situées toutes en Chine ; 3) sect. Paeon (= Paeonia), comprenant toutes les pivoines herbacées de l'Ancien Monde. Les études faites dans des années 1979-2011, sur les ressources génétiques des espèces de Paeonia, sont résumées par Yong Yang et al, dans le tableau ci-dessous:
| Taxonomie, espèces de Paeonia et leur nombre de chromosomes |              | |
| Section                                                     | Sous-section | Espèce et nombre chromosomes |
| I. Onaepia                                                  |              | P. brownii Douglas ex Hook (2n=10), P. californica Nutt. ex Torr. & A Dray (2n=10) |
| II. Moutan                                                  | Vaginatae    | P. decomposita Hand.-Mazz. (2n=10), P. rotundiloba (D. Y. Hong) D. Y. Hong (2n=10), P. jishanensis T. Hong & W. Z. Zhao (2n=10), P. ostii T. Hong & J. X. Zhang (2n=10), P. qiui Y. L. Pei & D. Y. Hong (2n=10), P. rockii subsp. atava (Brühl) D. Y. Hong & K. Y. Pan (2n=10), P. rockii subsp. rockii (S. G. Haw & L. A. Lauener) T. Hong & J. J. Li ex D. Y. Hong (2n=10), P. × baokangensis Z. L. Dai & T. Hong (2n=10), P. × yananensis T. Hong & M. R. Li (2n=10), P. × suffruticosa Andrews (2n=10) |
| II. Moutan                                                  | Delavayanae  | P. delavayi Franch., P. lutea Delavay ex Franch. (2n=10), P. potaninii Kom. (2n=10), P. ludlowii (Stern & G. Taylor) D. Y. Hong (2n=10) |
| III. Paeonia                                                | Albiflorae   | P. anomala (2n=10), P. veitchii Lynch (2n=10), P. emodi Wall. ex Royle (2n=10 or 20), P. lactiflora Pall. (2n=10), P. sterniana H. R. Fletcher (2n=10) |
| III. Paeonia                                                | Foliatae     | P. algeriensis, P. broteri Boiss. & Reut. (2n=10 ou 20), P. mascula subsp. mascula Stearn & Davis (2n=20), etc. |
| III. Paeonia                                                | Paeonia      | P. arietina G. Anderson (2n=20), ... , P. officinalis subsp. officinalis L. (2n=20), P. × saundersii Stebbins (2n=10) |

Toutes les espèces de Moutan, sont des arbustes ou arbrisseaux endémiques de Chine (Yunnan, Tibet), avec 2n=10.
L'origine de la première espèce de pivoine arbustive signalée, P. suffruticosa, est un sujet de débat. Selon certains chercheurs, il s'agit d'un hybride formé par hybridation répétée entre plusieurs espèces de la section Moutan, basée sur des marqueurs à la fois morphologiques et ADN (ADLP et RAPD).
De l’étude phylogénétique des gènes des chloroplastes et des noyaux des cultivars et des espèces sauvages de la section Moutan, Zhou et al (2014) ont conclu que Paeonia rockii, Paeonia qiui, Paeonia ostii, Paeonia jishanensis et Paeonia cathayana ont participé à la formation des Paeonia × suffruticosa. L’étude de Chen et al, 2023, indique que neuf accessions de P. suffruticosa ont été divisées en deux groupes d'origines maternelles différentes, suggérant que P. suffruticosa est un complexe hybride résultant d'hybridations multiples.
D'autres, cependant, ont fait valoir que P. suffruticosa n'est pas un hybride mais plutôt une variante cultivée de P. cathayana.

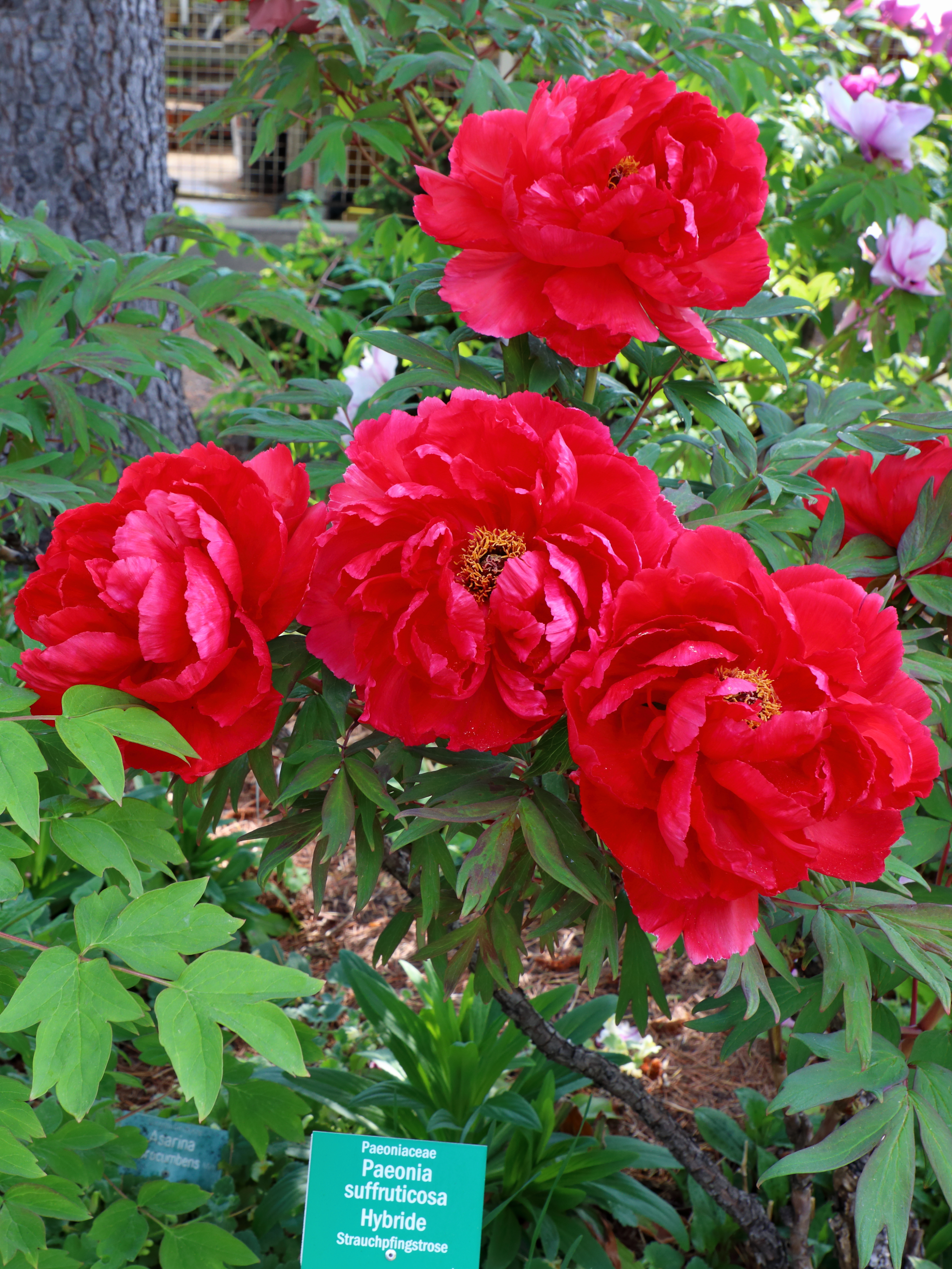
Paeonia suffruticosa.

La pivoine arbustive sauvage a peut-être été domestiquée en Chine pendant les dynasties Wei et Jin (220-420). Actuellement, il existe plus de 1 000 cultivars de pivoines arbustives en Chine, produisant des fleurs blanches, roses, rouges, violettes, noires, violettes et multicolores avec des types de fleurs simples, demi-doubles et autres.
Les cultivars de pivoines arbustives ont été introduits au Japon à partir du VIIIe siècle et en grande partie au XVIe siècle. Environ 200 cultivars de pivoines arbustives ont été sélectionnés au Japon.
La plupart des premiers cultivars de pivoines arbustives en Europe ont été domestiquées à partir de pivoines arbustives chinoises. Le père Jean-Marie Delavay, grand collecteur de nouvelles espèces de plantes en Chine, collecta entre autres les deux espèces de Moutan, Paeonia delavayi et Paeonia lutea, à la fin du XIXe siècle dans le Yunnan qui furent introduites en Europe et en Amérique du Nord. Une série de cultivars ont été sélectionnés en croisant ces deux espèces sauvages avec P . × suffruticosa en France et aux USA. Il existe plus de 1 000 cultivars, principalement aux États-Unis, en Europe et en Australie. Au Japon, les sélectionneurs ont réussi à hybrider la pivoine herbacée avec la pivoine arbustive, largement développée par les sélectionneurs américains. La combinaison P. lactiflora (♀) × pivoine hybride Lutea (♂) est la combinaison la plus réussie dans les croisements intersectionnels de Paeonia.

## Synonymes
Selon POWO, Paeonia x suffruticosa Andrews est l’hybride Paeonia jishanensis x P. rockii. Le nom Paeonia x suffruticosa  est accepté et possède 33 synonymes dont
- Paeonia × arborea C.C.Gmel. in Hortus Carlsruh.: 192 (1811)
- Paeonia × arborea var. papaveracea (Andrews) C.K.Schneid. in Ill. Handb. Laubholzk. 1: 180 (1904)
- Paeonia × chinensis Oken in Allg. Naturgesch. 3(2): 1164 (1841)
- Paeonia × fruticosa Dum.Cours. in Bot. Cult., ed. 2, 4: 462 (1811)
- Paeonia × moutan Sims in Bot. Mag. 29: t. 1154 (1808)
- Paeonia × yunnanensis W.P.Fang in Acta Phytotax. Sin. 7: 318 (1958)

## Historique des dénominations

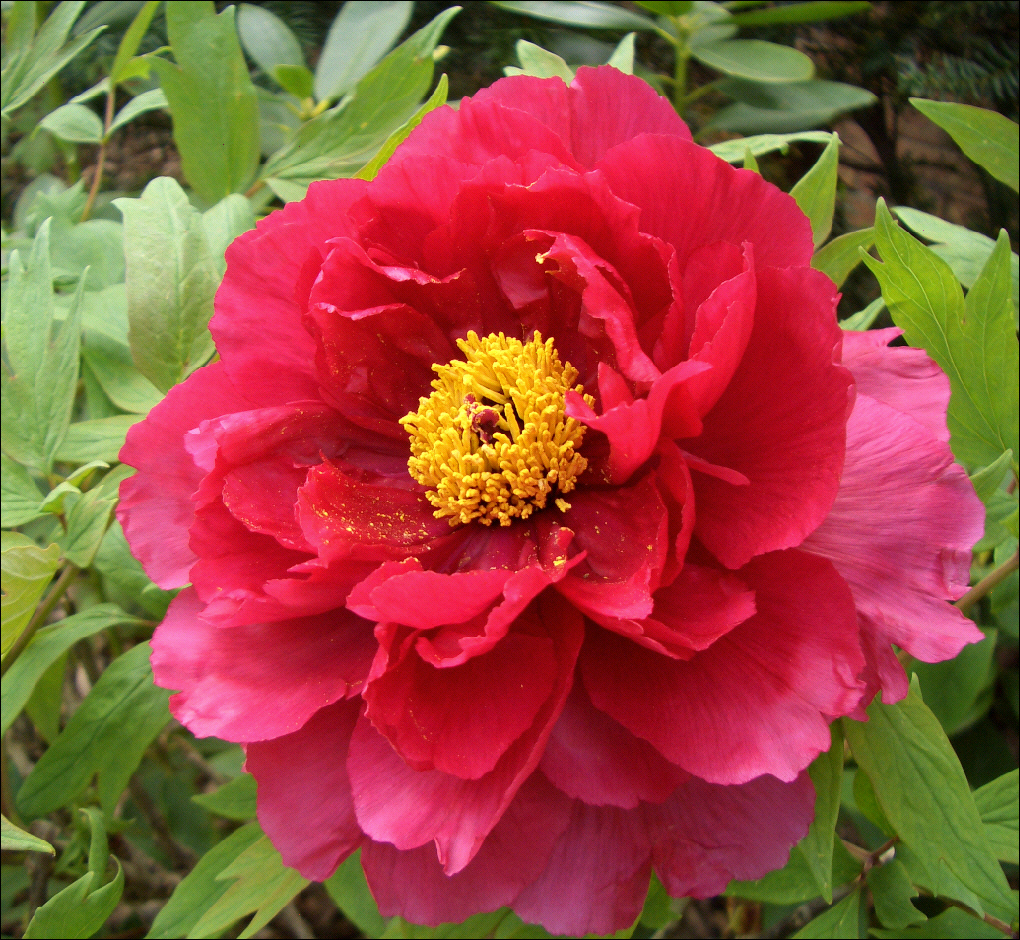
牡丹 mǔdān, étym. « cinabre viril »
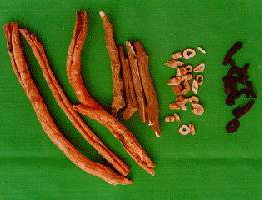
Racines de Paeonia suffruticosa, 牡丹皮 mǔdān pí, materia medica

Les Chinois désignent les pivoines arbustives au sens large par 牡丹 mǔdān, le premier caractère 牡 mǔ signifie « mâle, viril », le second caractère 丹 dān signifie « cinabre », un minéral rouge vif traditionnellement utilisé en médecine chinoise et dans la peinture. D’après Su Gong (VIIe), « l’intérieur de sa racine est blanc, l’écorce est rouge-cinabre »,. Ce qui peut paraître étrange, étant donné que l’écorce est plutôt brune pour un œil contemporain.
Le terme de mǔdān apparaît la première fois dans un texte interpolé à l’époque des Han (-206, +220), le Ji Ni Zi 計倪子. Ce n’est qu’à l’époque des Sui (581-618) que le terme de 牡丹 mǔdān a été fermement attaché à la pivoine arbustive et celui de 芍药 sháoyào à la pivoine herbacée. Au XVIIe siècle (fin des Ming), Wang Xiangjin donne une description détaillée des variétés de pivoines dans son ouvrage d'horticulture Qun fang pu 群芳谱. À la suite des descriptions botaniques modernes des XIXe siècle et XXe siècle sont apparues des spécifications de mǔdān propres à chaque binôme latin : par exemple 滇牡丹 diānmǔdān, pour Paeonia delavayi (avec 滇 dian, une abréviation pour la province du Yunnan).
Les premières pivoines arborescentes arrivées en Europe furent envoyées de Canton, en 1787, par Alexander Duncan, un chirurgien de la East India Company, au naturaliste britannique, Joseph Banks. Un cultivar aux fleurs doubles, de couleur magenta, fut planté aux jardins de Kew (au sud-ouest de Londres) en 1789 et un autre cultivar, aux fleurs blanches, teintées de rose, fut installé dans les jardins de la famille Duncan près d’Arbroath (en Écosse) où il aurait demeuré jusqu’à une époque récente.
La première description scientifique d’une pivoine arborescente fut faite par Henry Cranke Andrews en 1804 à partir de ces cultivars envoyés en Angleterre, sous le nom de Paeonia suffruticosa Andr. Mais aucune description du type sauvage ne fut donnée.
Ce n’est qu’au XXe siècle que la recherche de plants sauvages de P. suffruticosa fut entreprise en Chine. En 1910, William Purdom trouva dans le Shaanxi, une petite pivoine arborescente aux folioles trilobées et aux fleurs roses que Rehder considéra en 1920 comme la forme sauvage et décrivit en conséquence sous le nom de P. suffruticosa var spontanea.
À partir des années 1990, un groupe de chercheurs chinois entreprit de réviser la taxonomie des Paeoniaceae. En 1998, Hong Deyuan et Pan Kaiyu après de multiples études de terrain dans les régions d’origine du groupe des pivoines arbustives (Shanxi, Henan, Shaanxi, Hubei) considérèrent que la forme sauvage devait être fondée sur une plante trouvée accrochée à une falaise, dans les monts Yinping, 银屏山, dans la province de l’Anhui et une autre trouvée dans le district de Song, au Henan. En conséquence de quoi, ils considérèrent avec leurs collaborateurs que la forme sauvage de P. suffruticosa était P. suffruticosa subsp. yinpingmudan. Hong, Pan & Xie (银屏牡丹 yinping mudan).
« Il est vraisemblable que la forme sauvage de P. suffruticosa (sous-espèce yinpingmudan) était plus fréquente dans les temps anciens dans les zones montagnardes et collinéennes de l’Anhui, du Henan et quelques autres provinces. Mais en raison de la disparition des habitats et des récoltes inconsidérées à des fins médicinales ou ornementales, elle devint de plus en plus rare, jusqu’au point où seuls quelques spécimens survivent sur des falaises » (Hong D., Pan K., 2005).
Mais en 2007, coup de théâtre: les auteurs reviennent sur leur classification. Des séquençages d’ADN et de nouvelles observations morphologiques leur font considérer maintenant que le spécimen de l’Anhui est une Paeonia ostii et que le spécimen de Songxian, province du Henan, est un nouveau taxon qui pourrait être une forme sauvage de la pivoine arborescente cultivée. Ainsi P. suffruticosa ssp yinpingmudan devient synonyme de P. ostii et le nouveau taxon est baptisé Paeonia cathayana.

## Description
Paeonia suffruticosa est un arbuste de 1 mètre 50 de hauteur aux tiges brun gris et à longue durée de vie (de 30 à 60 ans et en culture plus de 100 ans).
Les feuilles du bas sont biternées, avec des folioles longuement ovales ou ovales, aux deux faces glabres. Certaines folioles latérales sont 2- ou 3-lobées, la foliole terminale est, elle, profondément lobée avec des lobes à nouveau 2- ou 3-lobés.
Les fleurs sont solitaires et terminales, simples dans la forme sauvage, double dans les formes cultivées, de 10 à 17 cm de large. Elles comprennent 5 bractées, longuement elliptiques, inégales, 5 sépales verts, inégaux, de 5 à 11 pétales (dans la forme sauvage) blancs, roses, rouges ou pourpres, obovés, à l’apex irrégulièrement incisé, de nombreuses étamines aux filets roses ou pourpres et un disque enveloppant complètement les carpelles à l’anthèse, rouge pourpre, coriace. Les carpelles sont au nombre de 5, rarement plus, densément tomenteux. Stigmates rouges.
La floraison se tient dans les mois d’avril-mai. Le fruit est formé de 5 follicules, oblongs, densément tomenteux, jaune brun.
Flora of China distingue deux sous-espèces:
| * Fleurs doubles, pétales de couleurs variées, blanc, rose, rouge ou rouge-pourpre....................................... | .........1a sous-esp. suffruticosa |
| * Fleurs simples, pétales blancs ou rouge pourpre...........................................................              | .........1b sous-esp. yinpingmudan |

## Distribution et habitat
Selon POWO, la pivoine arbustive Paeonia × suffruticosa Andrews est originaire de la province du Henan, dans le Sud-Est de la Chine.
Elle a été introduite dans le Centre Sud de la Chine, la Mongolie intérieure et la Corée.
Une partie des 2 200 cultivars connus sont largement cultivés dans toutes les régions tempérées du monde.

## Utilisations

### Horticulture

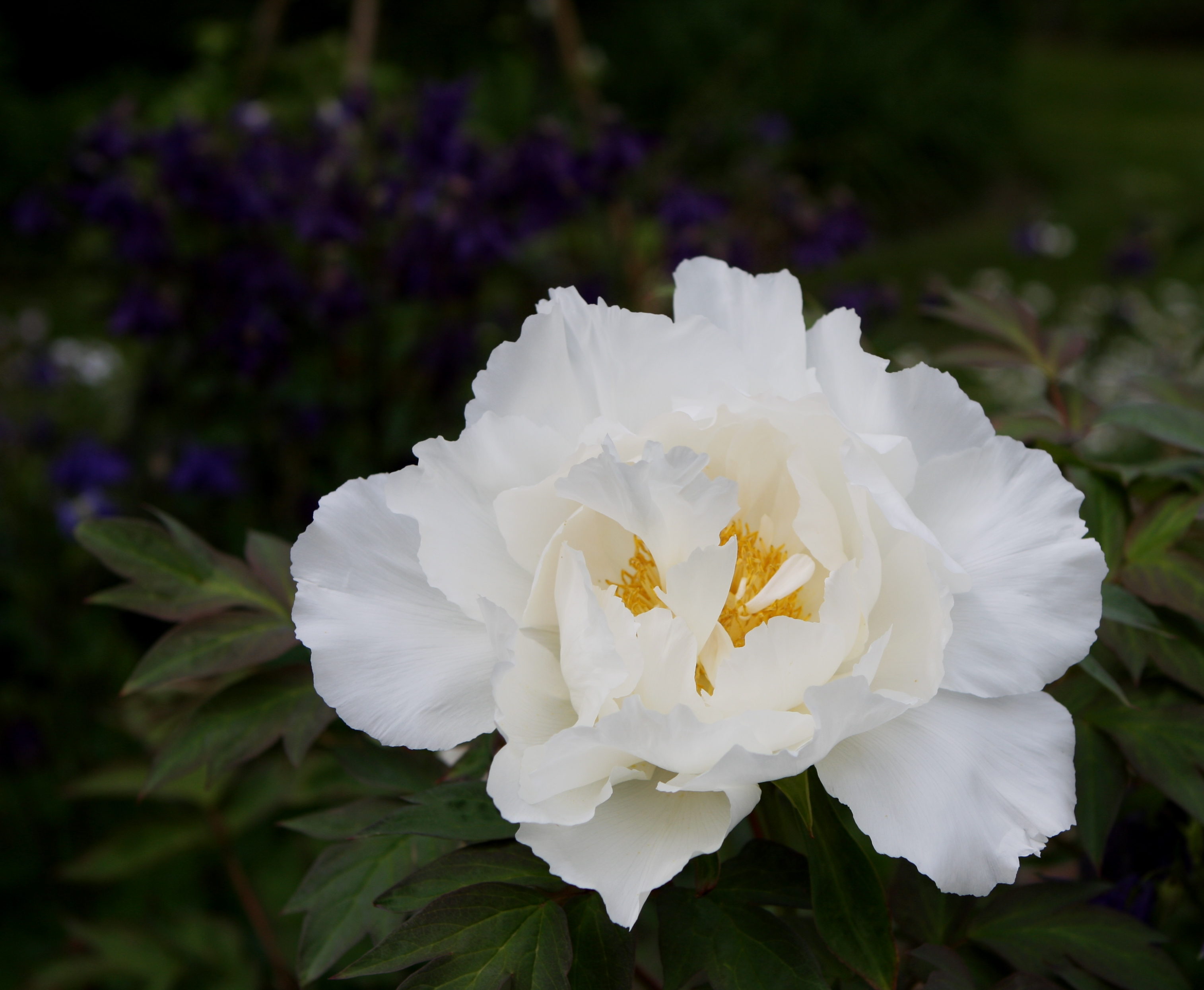
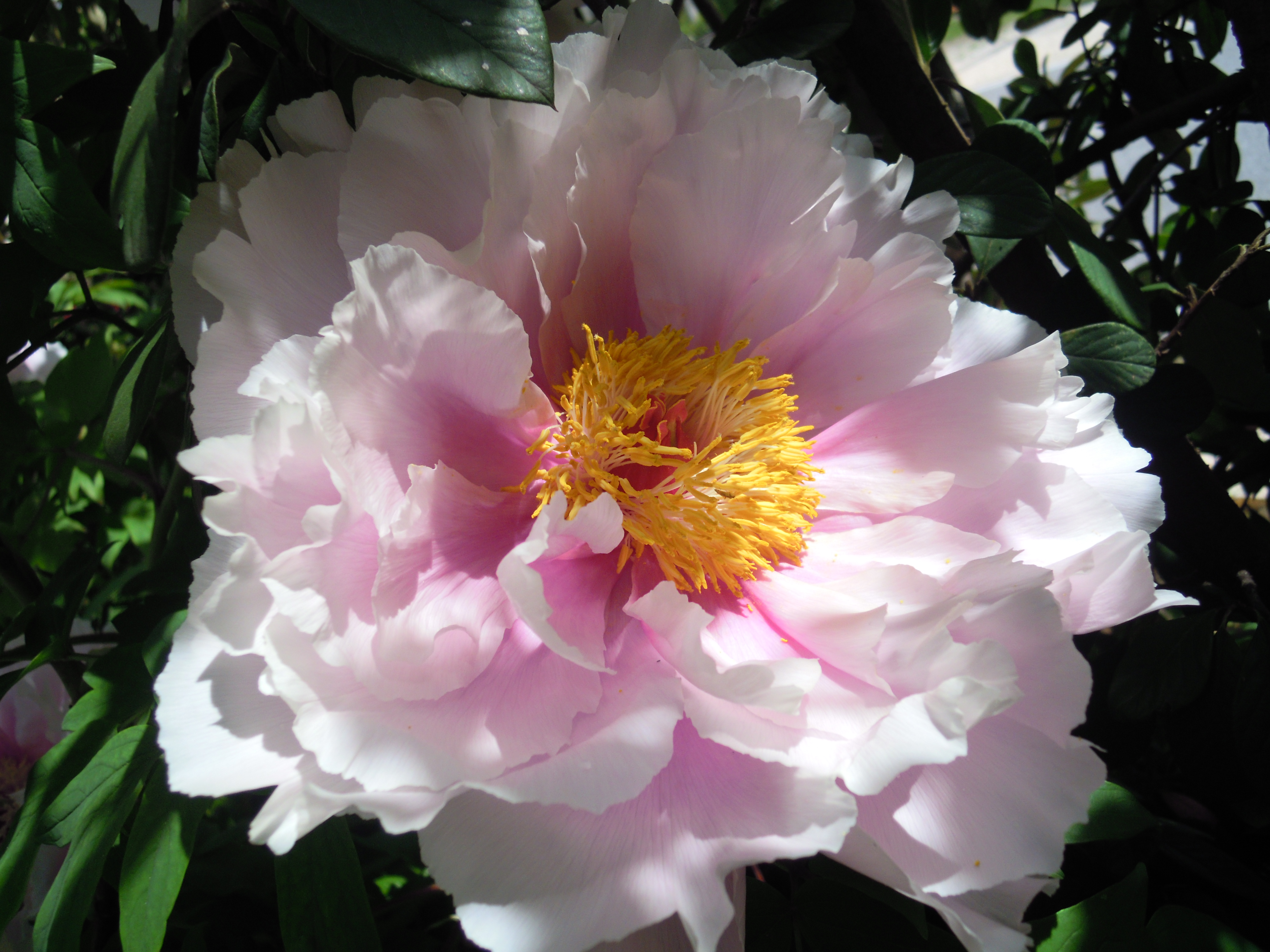
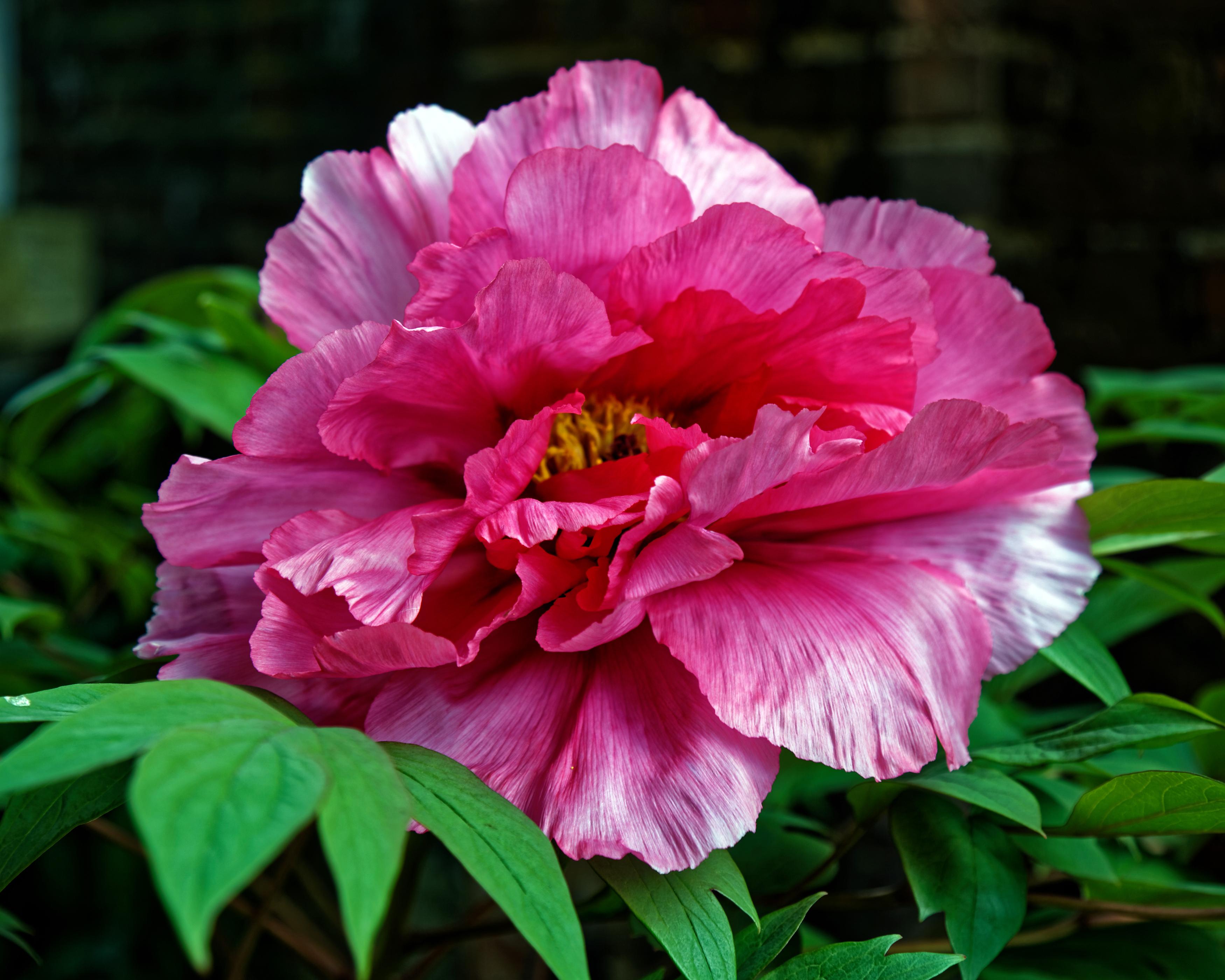
Cultivar 'Shugyoku Den'
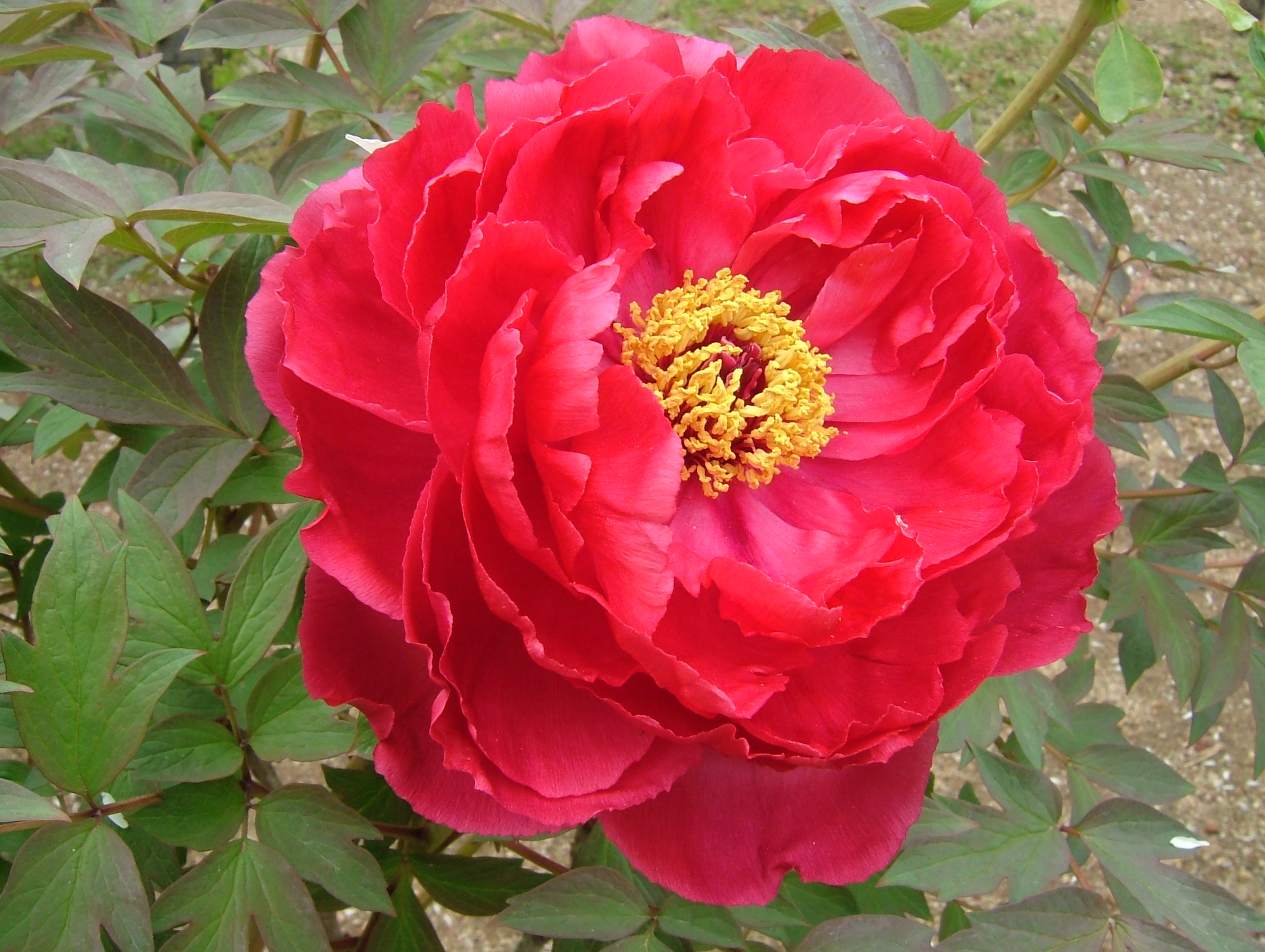
'Shima-nishiki' 島錦

Les pivoines arbustives ont besoin d'un sol bien drainant afin que leurs grosses racines ne pourrissent pas.
Elles sont souvent greffées sur des racines de pivoines herbacées qui prennent parfois le dessus sur le greffon entraînant ainsi un changement radical de l'aspect de la plante.
En Chine, la pivoine arbustive est surtout appréciée comme ornementale alors que la pivoine herbacée (en chinois 芍药 sháoyào, Paeonia lactiflora) se voit préférer un usage médicinal. Il existe actuellement dans le monde 2200 cultivars de pivoine arbustive dont un millier en Chine. Ceux-ci sont considérés comme ayant été obtenus à partir de cinq espèces sauvages Paeonia suffruticosa ou cathayana (DY Hong et KY Pan), P. jishanensis (T. Hong, WZ Zhao), P. ostii (T. Hong, JX Zhang), P. qiui (YL Pei, DY Hong) et P. rockii (S G Haw, L A Lauener). En occident (France, USA), les cultivars ont été développés à partir de P. delavayi Franch., P. ludlowi (Stern et Taylor) DY Hong × P. suffruticosa.

### Matière médicale
L’écorce des racines de Paeonia suffruticosa est une matière médicale fournissant un remède réputé « rafraîchissant » (La Pharmacopée chinoise, 2008). Elle est connue sous le nom de 牡丹皮 mǔdānpí, Cortex Moutan Radicis. La racine est collectée en automne, séchée au soleil et utilisée crue ou torréfiée au four. Elle agit sur le cœur, le foie et les reins et les conduits (méridiens) associés.
- Ses fonctions traditionnelles sont « d’éliminer la chaleur, rafraîchir et faire circuler le sang, enlever la stase de sang » (voir des « explications naturalistes » de Li Shizhen dans la section suivante).
- Les indications sont :
  - maladie accompagnée d’une forte fièvre avec épistaxis (saignement de nez) et crachats sanglants
  - fibromes, aménorrhée, dysménorrhée
  - appendicite, furoncles, abcès cutané

### Histoire dumudanmédicinal
La pivoine arbustive (牡丹 mǔdān), plante endémique de Chine, est connue des Chinois comme plante médicinale depuis la dynastie des Han (-206; +220). À cette époque (aux alentours du début de notre ère), la première pharmacopée chinoise, Shennong bencao jing, « Le Classique de la matière médicale du Laboureur Céleste », la décrit dans la notice suivante,:
Saveurs : amères et piquantes, [nature] froide. Il traite principalement [les pathogénies] du chaud et du froid, les attaques de vent, convulsions, les spasmes, les terreurs-paniques et le mauvais Qi épileptique, pour se débarrasser des grosseurs (solides), des stases sanguines de l'estomac et de l’intestin. Apaise les cinq organes zang, guérit les ulcères. Autres noms: lujiu, shugu. Pousse dans les montagnes et les vallées..
Le qi maléfique (邪氣 xiéqì) est une entité extérieure ou intérieure qui menace la santé. Ce « Mal essentialisé » comprend notamment les Six excès à savoir les Six qi, nommés le Vent, le Froid, le Feu, la Canicule, l’Humidité, et la Sécheresse, dans leur capacité pathogène.
En 1593, avec la publication du Bencao gangmu « La matière médicale classifiée » de Li Shizhen (1518-1593), fut atteint le point culminant de seize siècles de matières médicales, le climax de ce qui pouvait être fait avec la méthode traditionnelle de compilation. Aucune autres œuvres de matière médicale de l’époque impériale (-221, +1911), avant ou après sa publication, n’a rassemblé une telle profusion d’informations sur les applications thérapeutiques des substances naturelles ou les artefacts humains. Li Shizhen indique:
« l’écorce [de racine] de mudan (牡丹皮 mudan pi) sert à guérir le feu caché [伏火 fuhuo] dans la section du sang des quatre conduits des mains et des pieds [少阴 shaoyin, 厥阴 jueyin] yin mineur et yin cessant. C’est un fait que le feu caché est un feu yin, et le feu yin est un feu ministre. Les anciennes recettes ne reposaient sur rien d’autre pour guérir le feu ministre...Plus tard, les gens se sont appuyés exclusivement sur [l’écorce de] phellodendron (黃柏 huangbo) pour guérir le feu ministre. Ils n’étaient pas conscients que le potentiel [thérapeutique de l’écorce de racine] de mudan était encore mieux. C’est un secret qui fut gardé des milliers d’années et personne ne le savait. Ici, nous le révélons. Celles avec des fleurs rouges libèrent le passage. Celles avec des fleurs blanches supplémentent. Ceci aussi, est connu de très peu de monde. C’est essentiel de distinguer [ces différentes sortes] » (Bencao gangmu chap. 14-09).
Le concept de « feu yin » apparemment contradictoire (le yin étant associé à la fraicheur) renvoie à un déséquilibre où le yin, normalement frais et inhibant, devient insuffisant, ce qui permet à une chaleur interne de se manifester.
Comment comprendre « le feu caché est un feu yin, et le feu yin est un feu ministre » 蓋伏火即陰火也，陰火即相火也 ? Le « feu caché » (ou feu latent) renvoie à une perturbation interne qui n’est pas directement apparente à l’extérieur du corps. Le « feu yin » renvoie à un déséquilibre où le yin en tant que substance devient insuffisant ce qui permet à la chaleur de se manifester, avec par exemples des bouffées de chaleur interne, une sécheresse de la bouche et de la gorge la nuit etc. Pour traiter le feu yin, il faut nourrir le yin. Enfin le « feu ministre » fait référence à la chaleur nécessaire au bon fonctionnement du corps tels que le soutien du métabolisme, l’aide à la digestion ou à la reproduction.  
Finalement la mudan pi (牡丹皮) est utilisée pour traiter le feu latent (伏火, fuhuo), car elle est réputée refroidir le sang, améliorer la circulation du sang. Le feu latent est souvent lié à un déséquilibre entre le yin et le yang. En refroidissant et en purifiant le sang, l'écorce de  racine de mudan contribue à restaurer cet équilibre. La mudan pi agit aussi sur les quatre méridiens cités, en liaison avec le cœur, le foie et les reins (voir la section précédente).
Li Shizhen dans sa note utilise des concepts de médecine chinoise (conduit, feu yin) qui ont été développé dans le Huangdi neijing et d’autres ouvrages, mais qui n’ont pas été utilisés dans le cadre de la pharmacopée avant la dynastie Song (960-1279).
Le savoir médical et pharmacologique de Li Shizhen est un savoir naturaliste qui s’appuie sur des objets et causes censés être naturels et qui bannit tout principe explicatif surnaturel et en principe toute croyance aux esprits pour un occidental mais pas en Chine où l'existence des esprits étaient avérés pour beaucoup. Le savoir médical chinois est basé sur des siècles d’observations et de pratiques, et est mis en valeur par des justifications et des explications recourant à des principes naturalistes.
Reste à valider empiriquement l’efficacité des traitements traditionnels. Pour l’instant, on ne connait rien de mieux que de procéder à des essais cliniques randomisés, en double-aveugle, avec contrôle par placebo. Depuis 2013, l’administration a décidé de prendre des mesures pour améliorer la qualité des essais cliniques qui étaient très en dessous de la moyenne mondiale,.

### Histoire dumudanhorticole

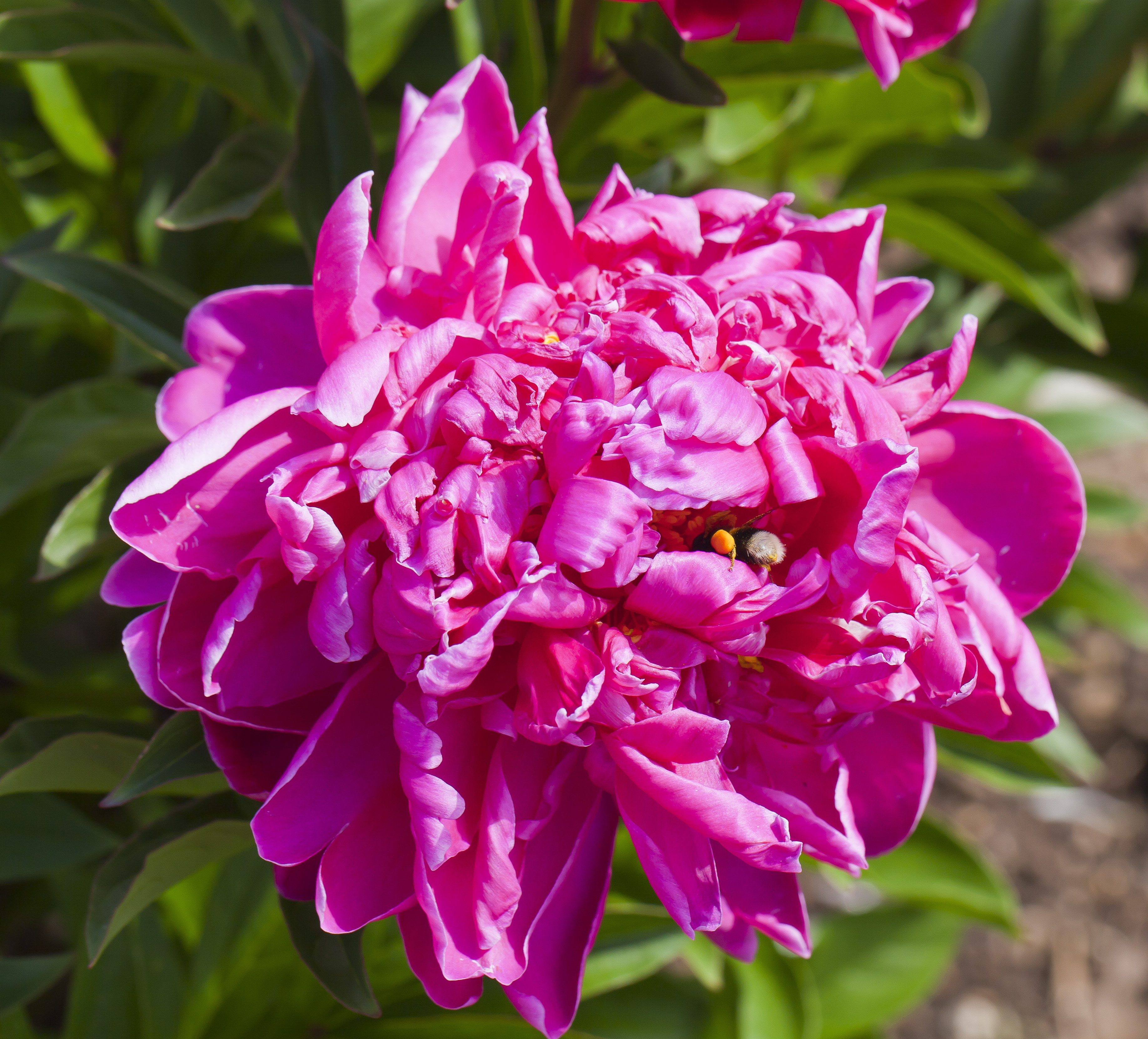
Paeonia suffruticosa

Dans la province du Zhejiang, les gens ont commencé à partir du IVe siècle à transplanter les plants sauvages dans leur terrain,,. Puis durant plus de 1 600 ans, des centaines de cultivars furent sélectionnés. Les plus connus sont ceux conçus entre le Xe et le XIIIe siècle et le XVIIe et le XXe siècle.
Les premières descriptions de jardins en Chine concernent les parcs princiers.
Un des plus célèbres date de l’époque de l’empereur Sui Yangdi (隋煬帝 Suí Yángdì 569-618) lorsque celui-ci décida la construction d’un grand jardin dans la banlieue ouest de sa capitale, Luoyang, consacré à la culture de la pivoine et de nombreuses autres fleurs. Ces jardins dits de l’Ouest devinrent célèbres au fil du temps et lorsqu’au printemps les pivoines étaient en fleurs, les gens venaient nombreux les admirer. Cette tradition se perpétua sous les Tang, avec l’empereur Xuanzong, (唐玄宗 Tang Xuanzong 685-762) qui faisait cultiver les plus belles pivoines dans le jardin impérial près de la capitale Chang'an. Les riches soieries produites à cette époque étaient décorées de pivoines et d’oiseaux. Les poètes utilisaient les pivoines pour symboliser l’amour et la fraîcheur du printemps.
Aux Xe et XIe siècles, les pivoines moutan de Luoyang devinrent très célèbres en raison de la sélection de plantes à fleurs doubles. Les variétés les plus recherchées atteignaient des prix considérables. Peu à peu la culture s’étendit à tout le pays mais Luoyang resta la capitale des pivoines arbustives.
Peu avant la chute de la dynastie Mandchoue, en 1903, la pivoine arbustive fut choisie comme emblème national (国花 guohua, ‘fleur nationale’) mais la république qui suivit lui préféra la fleur de prunus (Prunus mume). En 1994, la pivoine fut proposée à nouveau comme « fleur nationale » après un sondage dans tout le pays, mais le Congrès National du Peuple ne ratifia pas ce choix. En 2003 et 2007, d'autres processus de sélection furent lancés toujours sans succès.
Actuellement, les pivoines arbustives sont cultivées dans les jardins publics partout au nord du fleuve  Bleu Yangzi. Elles occupent une place importante dans la tradition picturale chinoise où elles sont porteuses des valeurs de prospérité et d'honneur (富贵花 fuguihua litt. fleur de richesse et honneur).
La ville de Heze (菏泽 pinyin: Hézé) dans le sud-ouest du Shandong s'est spécialisée dans la culture commerciale de la pivoine moutan. Les pépinières fournissent le marché chinois et exportent au Japon, aux États-Unis et en Russie.
Les pivoines moutan ont été introduites au Japon aux environs de 724 où elles ont connu immédiatement un grand succès, jamais démenti depuis. Les variétés japonaises comportent de grosses fleurs aux larges étamines.
Introduite en 1787-1789 en Angleterre et en 1804 en France, la pivoine arbustive n’a commencé à être hybridée en Europe que vers 1840. Les hybrideurs les plus remarquables de la fin du XIXe siècle furent Louis Henry, Maxime Cornu et Victor Lemoine qui surent révéler les splendeurs de cette fleur aux Européens qui avaient tendance à lui préférer les pivoines herbacées.